# Rafah
Rafah (arabiska: رفح hebreiska: רפיח) är en stad på Gazaremsan, nära den egyptiska gränsen vid Sinaihalvön. Under åren har den kallats Robihwa av de gamla egyptierna, Rafihu av assyrierna, Raphia av grekerna och romarna, Rafiach av israeliter och idag Rafah. Här stod slaget vid Rafia år 217 f.Kr.
Det är den största staden i södra delen av Gazaremsan, med en befolkning på ungefär 96 000 invånare, varav ungefär 44 000 bor i de två flyktingläger som ligger runt staden, Kanadalägret i norr och Rafahlägret i syd. Gazaremsans enda flygplats ligger precis norr om staden, och var i drift mellan 1998 och 2001.
Rafah innehåller Gazaremsans enda internationella gräns. Tidigare kontrollerades den av israeliska militära trupper, men denna flyttades över till palestinsk överhöghet i september 2005 i samband med Israels tillbakadragande från Gazaremsan. En kommission från EU började kontrollera gränsen i november 2005 sedan Israel ifrågasatt säkerheten vid gränsen, och i april 2006 tog Mahmoud Abbas presidentgarde ansvar över gränsen.